# Roberto Reimundo Rodríguez
Roberto Reimundo Rodríguez (Cienfuegos, 1936 - 1988), fue un trompetista y compositor cubano, que perteneció a la orquesta de Ray Barretto y a Fania All Stars la que luego abandonaría para pertenecer a Los Kimbos y Orquesta Broadway, como trompetista principal. Es el autor del éxito de Ray Barreto "Que viva la música".

## Biografía
Inició su carrera musical a la edad de 12 años, en su provincia natal; cuna de la mundialmente famosa Orquesta Aragón. Desde temprana edad participó en “Las Comparsas de Cuba” y con la orquesta “La Unión Fraternal de Cienfuegos”.     
En 1955, emigró hacia los Estados Unidos y en 1957 se casó con Nancy Zayas, con la cual tuvo tres hijos: Roberto Jr., William y Richard.     
Mientras crecía como artista, Roberto cofundó la orquesta “Los Jóvenes Estrellas de Cuba” en conjunto con su amigo de largos años Ernie Stairs. Luego pasó a la orquesta de Wilfredo Figueroa y a “Ritmo Swing”.    
En 1965, Roberto fue recomendado a Ray Barreto por Eddie Martínez. Eddie, fue pianista de ambas orquestas; Tata Vazquez y Ray Barretto. Luego de escuchar a Roberto, Ray Barretto reconoció haber encontrato el suplente de Vivar, uno de sus antiguos colegas y músicos, y lo incorporó. Roberto permaneció en la orquesta de Ray por 11 años. 
Su desempeño como primera trompeta solista fue extraordinario. Mientras fue parte de la orquesta de Ray, Roberto compuso varias afamadas canciones como: “Yo Soy La Candela”, “Fuego y Pa’Lante”, “Invitación al Son”, “Cienfuegos, Perla del Sur”, “Se Traba”, “El Tiempo lo Dirá”, “O’Elefante”, y el éxito mundial: “Que Viva la Música”.    
En el 1972, Roberto pasó a ser miembro de la Fania All-Stars como primera trompeta y solista. El documental "Our Latin Thing (Nuestra Cosa)", lanzó a Roberto en conjunto a los otros miembros del all-stars hacia la fama internacional. En el 1975, Ray decidió tomar un giro hacia una nueva faceta musical y Roberto pasó a formar parte del grupo “Los Kimbos”.    
Dos años más tarde, en el 1977, Roberto se inició en la banda de charanga; “Orquesta Broadway”. En este grupo no solamente se destacó como trompetista solista sino también como vocalista. Aquí compuso nuevos éxitos, incluyendo: “No Se Va a Poder” y “Como Nueva York no Hay”.    
En el 1982, Roberto decidió asistir a sus hijos en sus deseos de continuar sus pasos musicales y les produjo el disco: “Roberto Rodríguez Presenta a Los Rodríguez”, bajo el sello “Combo Records”. En el 1983, Roberto se unió a la Orquesta “Los Rodríguez”, para desempeñarse junto a sus hijos Roberto Jr (trompetista) y Willie (bajista).    
Su salud empeoró a principios de 1988, y falleció finalmente en el mes de abril de ese año víctima de cáncer de piel. Su hijo Roberto Rodríguez jr siguió sus pasos y ha destacado en orquestas de salsa en Nueva York y también fue miembro de Fania All Stars.